# ドン・アグスティン・バルディ
ドン・アグスティン・バルディ（Don Agustín Bardi）とは、モダンタンゴの始まりの権威のオラシオ・サルガン（Horacio Salgán）の作曲したタンゴ。

## 概要
1950年の曲。
A Don Agustín Bardi とも綴られ、「アグスティン・パルディに捧げる」という意味である。
ちなみに、アグスティン・バルディ（Agustín Bardi）は、タンゴの作曲家かつ演奏家であり、1884年に生まれ、1941年に死んだ。
このタンゴには歌詞がついてない。
オラシオ・サルガンの楽団の演奏が有名であるが、他のいくつかのタンゴ楽団のレコード録音がある。
1960年代のサルガン率いるキンテート・レアルのレコード録音では、ウバルド・デ・リオ（Ubaldo De Lio）のエレキ・ギターの音が印象的である。